# Hans-Heydan von Frankenberg und Ludwigsdorf
Hans-Heydan von Frankenberg und Ludwigsdorf (* 6. September 1869 in Jauer, Provinz Schlesien; † 20. Juni 1946 in Neustadt in Holstein) war ein deutscher Generalmajor.

## Leben
Hans-Heydan entstammte dem Uradelsgeschlecht von Frankenberg. Er trat am 24. März 1890 nach seiner Erziehung im Kadettenkorps als Sekondeleutnant in das Feldartillerie-Regiment „von Scharnhorst“ (1. Hannoversches) Nr. 10 der Preußischen Armee ein. Dort war er ab 1894 Adjutant der III. Abteilung und nach seiner Beförderung zum Premierleutnant (seit 15. Juni 1898) ab 1. Oktober 1899 dann Regimentsadjutant. Nachdem er am 16. Juni 1901 Hauptmann geworden war, fungierte Frankenberg ab 19. Juni 1901 als Batteriechef. Anschließend übte er ab 27. Januar 1911 die gleiche Funktion beim 1. Garde-Feldartillerie-Regiment in Berlin aus, wo er am 21. April 1911 in den Regimentsstab wechselte. Zum 1. Oktober 1912 wechselte er in den Stab des ebenfalls in Berlin stationierten 3. Garde-Feldartillerie-Regiments über und wurde dort am 2. Juni 1913 zum Major befördert. Im Januar 1914 kehrte Ludwigsdorf zum 1. Garde-Feldartillerie-Regiment zurück, wo er ab 27. Januar 1914 Kommandeur der II. Abteilung wurde.
Mit Ausbruch des Ersten Weltkriegs rückte Frankenberg mit seinem Regiment über das neutrale Belgien nach Frankreich ein und beteiligte sich an den Schlachten bei Namur, St. Quentin sowie an der Marne. Nach dem Rückzug ging das Regiment in den Stellungskrieg über. Im April verlegte er an die Ostfront und kämpfte mit seinen Batterien bei der Schlacht von Gorlice-Tarnów und von dort durch Südpolen. Am 4. Juni 1915 wurde Ludwigsdorf mit der Führung des 6. Garde-Feldartillerie-Regiments beauftragt, als dessen Kommandeur er ab 30. Oktober 1915 fungierte. Mit diesem trat er dann an der Westfront in die Stellungskämpfe im Artois ein. Es folgte 1916 die Schlacht an der Somme, Anfang 1917 bei Arras sowie im Herbst in Flandern.
Während der Großen Schlacht in Frankreich konnte sich das von Frankenberg befehligte Regiment mehrfach auszeichnen, sodass der Kommandeur der 4. Garde-Division Generalmajor Bernhard Finck von Finckenstein ihn zur Verleihung des Ordens Pour le Mérite einreichte. Er erhielt die höchste preußische Tapferkeitsauszeichnung jedoch erst nach einer weiteren Eingabe am 5. Juli 1918. Bereits einen Tag früher war Frankenberg zum Garde-Artillerie-Kommandeur Nr. 4 ernannt worden. Somit war er für die gesamte, der Division unterstellten Artillerie verantwortlich.
Nach Kriegsende führte er seine Truppen in die Heimat zurück und trat dort am 10. Januar 1919 in das 1. Garde-Feldartillerie-Regiment zurück. Nachdem er seinen Abschied eingereicht hatte, wurde er am 31. März 1920 unter gleichzeitiger Verleihung des Charakters als Oberst aus dem Militärdienst verabschiedet.
Am 27. August 1939, dem sogenannten Tannenbergtag, erhielt Frankenberg und Ludwigsdorf den Charakter als Generalmajor verliehen.